# Forces navales françaises libres
Les Forces navales françaises libres (FNFL) sont les forces de marine militaire de la France libre durant la Seconde Guerre mondiale.

## Histoire
Les FNFL ont eu successivement trois chefs : 
- Émile Muselier
- Philippe Auboyneau
- Georges Thierry d'Argenlieu

### La période Muselier

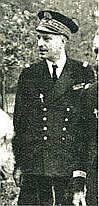
Vice-amiral Émile Muselier.

Le vice-amiral Émile Muselier, refusant l'armistice et la défaite décide de rejoindre la Grande-Bretagne. Il s'embarque à Marseille sur un navire de commerce à destination de Gibraltar où il est reçu par l'amiral North. Il réquisitionne les navires français au mouillage : le chalutier Président-Houduce, le cargo armé Rhin, les cargos Anadyr et Capo-Olmo. Ce sont les premiers bateaux des FNFL.
Parti le 29 juin à bord d'un hydravion, il rencontre le général de Gaulle le 30 juin 1940. Il est nommé dès le lendemain chef des forces navales (militaires et civiles), ainsi que provisoirement chef des forces aériennes. Les forces navales sont à ce moment très limitées, essentiellement les marins qui se trouvaient déjà en Angleterre, ceux qui ont été évacués de Dunkerque et les quelques ralliés de l'île de Sein et leurs bateaux de pêche.
Le 3 juillet (date de l'opération de Mers-el-Kébir), les navires français réfugiés dans les ports anglais sont saisis par les Britanniques, mais assez rapidement placés sous l'autorité de De Gaulle. Par la suite, des navires anglais seront ajoutés à la flotte de la France libre.
En juin 1942, la flotte de guerre compte 40 navires opérationnels sur 65, 3 600 marins embarqués, ainsi qu'un bataillon de fusiliers marins et l'unité commando du capitaine de corvette Kieffer. La flotte marchande compte 170 navires, dont 67 opérationnels.
Les FNFL ont leur centre à Londres, mais leur principal base principale est Portsmouth où se trouvent une caserne, un navire d'instruction, le vieux cuirassé Courbet,  le chalutier armé Président Théodore Tissier, les goélettes Etoile et Belle Poule de l'École navale de la France libre, ou École des cadets commandé par les officiers Wietzel et Gayral), où va être formé Philippe de Gaulle parmi 80 aspirants, soit 20 par an, puis les écoles de formation des canonniers marins, des radiotélégraphistes, des électriciens.
Les FNFL ont deux problèmes chroniques : l'insuffisance des équipages notamment un manque d'officiers et de personnel de certaines spécialités. Difficulté pour armer ou réarmer les navires, l'industrie navale britannique ne pouvant fournir le matériel approprié. C'est essentiellement pour ces deux raisons que beaucoup de navires d'origine française, parfois récents, ne sont pas réarmés.
Assez rapidement, une certaine tension existe entre Muselier et de Gaulle, ce qui amène le premier à démissionner, contraint et forcé par le second. Le vice-amiral Émile Muselier est remplacé par le contre-amiral Philippe Auboyneau en mars 1942.

### Débarquement à Saint-Pierre et Miquelon
Le 24 décembre 1941, contre l'avis des Américains, le sous-marin Surcouf et trois corvettes, Mimosa, Aconit et l'Alysse arrivent à Saint-Pierre et Miquelon et s'emparent de l'archipel. Le lendemain un référendum confirme le ralliement du territoire à la France libre. L'opération est menée par le vice- amiral Muselier sur ordre du général De Gaulle.

### La période Auboyneau

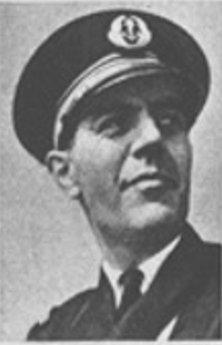
Contre-amiral Philippe Auboyneau

À partir de mars 1942, la marine militaire est commandée par le contre-amiral Auboyneau et est séparée de la marine marchande. Celle ci représente 66 navires qui auront pour chef, le capitaine au long cours Bingen, auquel succède le capitaine au long cours Wietzel.

### La période d’Argenlieu
Le 3 août 1943, le contre-amiral Thierry d’Argenlieu prend la tête des Forces Navales en Grande-Bretagne (FNGB) issues de la fusion des FNFL avec les forces maritimes d’Afrique.

## Les hommes des Forces navales françaises libres

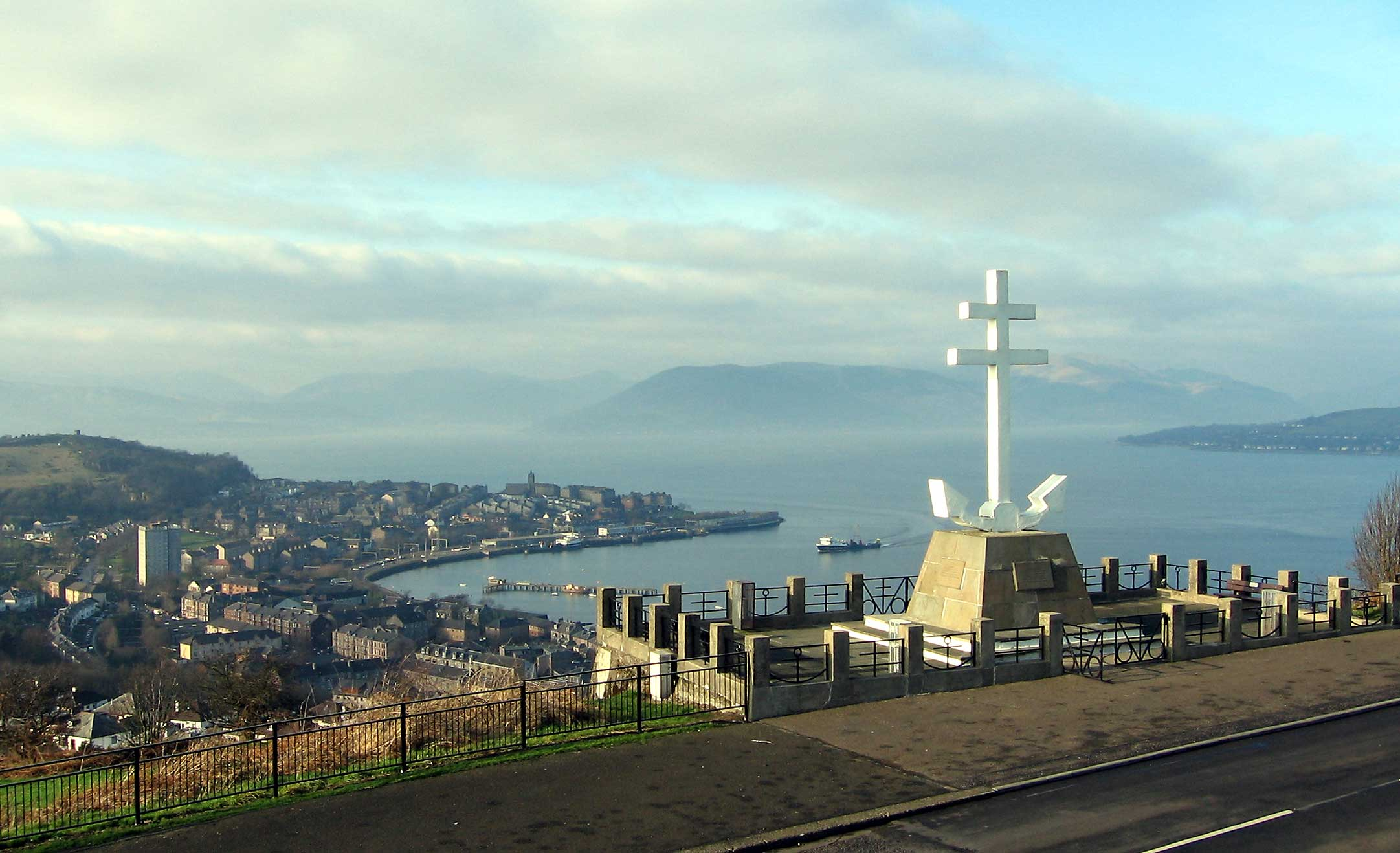
Monument des forces navales françaises libres surplombant la ville de Gourock (Lyle Hill, Greenock), en Écosse

### Officiers généraux des FNFL
- Georges Thierry d'Argenlieu, capitaine de corvette en février 1940, de frégate en juillet 1940 et de vaisseau en décembre 1941, contre-amiral en juillet 1943 et vice-amiral en décembre 1944.
- Philippe Auboyneau, capitaine de frégate  en juin 1940, contre-amiral en avril 1942 et vice-amiral en décembre 1945.
- Émile Muselier, vice-amiral en octobre 1939.

### Membres célèbres des FNFL
- Le second maître Jean Gabin -Moncorgé
- Le lieutenant de vaisseau Honoré d'Estienne d'Orves
- Le quartier-maître Bernard Anquetil
- Le capitaine de vaisseau Étienne Schlumberger
- Léopold Pascal, correspondant de guerre et peintre de la marine des FNFL.
- L'enseigne de vaisseau de première classe Philippe de Gaulle
- Le capitaine de corvette Philippe Kieffer
- Le capitaine de corvette Claude Frédéric-Armand Schaeffer
- Enseigne de vaisseau Robert Girardon,
- Chanoine Joseph Olphe-Galliard.

## Aéronavale des FNFL
- Le Groupe de chasse Île-de-France est constituée à partir d'éléments de l'aéronavale et de l'armée de l'air fin 1941[5]
- En décembre 1942, une partie des pilotes est envoyée sur le porte-avions britannique HMS Indomitable[5]
- Flottille 6F, formation d'hydravions Catalina, formée aux États-Unis en 1943 et stationnée au Maroc pour la lutte anti-sous-marine[5].

## Unités terrestres
- 1er bataillon de fusiliers marins, créé dès juin 1940[5]
- 2e bataillon de fusiliers marins, créé en octobre 1940 et dissout en mars 1943
- 3e bataillon de fusiliers marins, créé en janvier 1942, composé de volontaires espagnols, dissout en mai 1942 à la demande des Britanniques car contraire aux accords Churchill- De Gaulle de 1940[5]
- 1er bataillon de fusiliers marins commandos du capitane de corvette Kieffer[5]
- Escadron de marine du Levant constitués de  « matelots-cavaliers-gardes-côtes[5] »

## Hommages
Le 18 juin 1978, l'administration des PTT émet un timbre-poste pour Wallis et Futuna dans le cadre des « Forces Navales Françaises Libres dans le Pacifique ». La dessinatrice du timbre est Huguette Sainson.